# 沈小平
沈小平（1957年7月—），黑龙江哈尔滨人。1974年5月参加工作，1976年8月加入中国共产党。河北大学经济系财政金融专业毕业，新加坡南洋理工大学商学院管理经济学专业理学硕士学历。
历任中共平泉县委副书记、代县长、县长、县委书记，承德市副市长，河北省计划委员会副主任，省发展计划委员会副主任、主任等职务。2003年8月，任河北省发展和改革委员会主任。
2011年1月，当选河北省人民政府副省长。2018年1月，当选河北省政协副主席，2021年2月卸任。